# قصر الأسقف (فيينا)

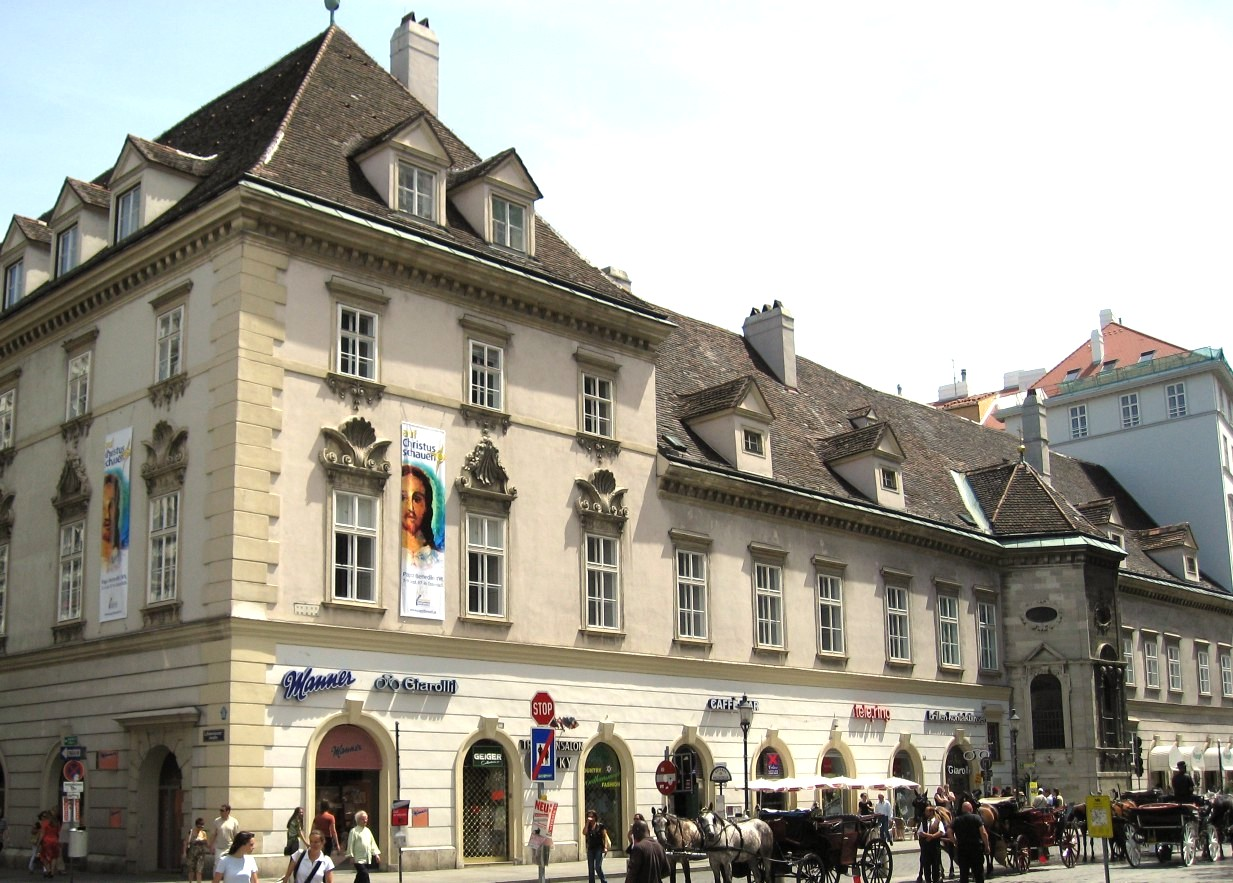
قصر رئيس الأساقفة في فيينا.

قصر الأسقف في فيينا (بالألمانية: Erzbischöfliches Palais)‏ هو مقر رئيس أساقفة فيينا. وهي تقع في وسط مدينة فيينا بجوار كاتدرائية القديس ستيفن. يعود القصر إلى العصور الوسطى. وتطور بناء القصر في الفترة الباروكية من القرن السابع شعر والقرن الثامن عشر.